# Jelena Lichatjeva
Jelena Osipovna Lichatjeva (ryska: Елена Осиповна Лихачева), född 1836, död 1904, var en rysk författare och feminist. 
Lichatjeva deltog livligt i den ryska kvinnorörelsen på 1870-talet och publicerade i tidskriften "Otetjestvennyja zapiski" flera studier i kvinnofrågan, bland annat Novosti po zjenskomu djelu vo Frantsii i v Amerika ("Nytt i kvinnofrågan i Frankrike och Amerika", 1870), Zjenskoe dvizjenie u nas i za granitseju ("Kvinnorörelsen hos oss och i utlandet", samma år). Av hennes Materialy dlja istorii zjenskago obrazoraniia v Rossii, vilken behandlar den ryska kvinnans historia från äldsta tid till 1856, utkom tre delar 1890–1895.